# Риссе, Жан-Клод
Жан-Клод Риссе (фр. Jean-Claude Risset; 13 марта 1938, Ле-Пюи-ан-Веле — 21 ноября 2016, Марсель) — французский акустик и композитор.

## Биография
Получил музыкальное образование: по классу фортепиано у Робера Тримайя и Югетти Гуллон; по композиции у Андре Жоливе и Сюзанны Демарке. Три года работал в Лаборатории Белла вместе с Максом Мэтьюзом. Занимался разработкой музыкальных форм компьютерного звукового синтеза. Занимает должность директора по научной работе в Национальном центре научных исследований. Занимался компьютерной музыкой в Марселе.
Музыкальное наследие: «Прелюдия» для фортепиано (1963); «Диалоги» для четырёх инструментов и плёнки* (1975); «Музыка для Малыша» для голоса, инструментов и плёнки* (1968); «Мутации I» для плёнки* (1969); «Ньютоновые Моменты» для семи инструментов и плёнки* (1977); «Сны» для плёнки* (1979); «Приключения Линий» для ансамбля электронных инструментов и плёнки* (1981); «Пассажи» для флейты и плёнки* (1982); «Второе Лицо» для сопрано и плёнки (1983); «Профили» для шести инструментов и плёнки*; «Фильтры» для двух фортепиано (1984);